# 14764 Kilauea
14764 Kilauea eller 7072 P-L är en asteroid i huvudbältet som upptäcktes den 17 oktober 1960 av den nederländsk-amerikanske astronomen Tom Gehrels och det nederländska astronomparet Ingrid van Houten-Groeneveld och Cornelis Johannes van Houten vid Palomarobservatoriet. Den är uppkallad efter vulkanen Kilauea på ön Hawaii.
Den tillhör asteroidgruppen Hungaria.